# Zenitteleskop
Zenitteleskop (zenitový dalekohled) je typ dalekohledu určeného pro astronomické pozorování hvězd nacházejících se v zenitu nebo v jeho blízkosti. Výhodou takového pozorování je skutečnost, že paprsek hvězd v tomto směru prochází nejtenčí vrstvou atmosféry.